# Krokigtjärnen (Stensele socken, Lappland)
Krokigtjärnen är en sjö i Storumans kommun i Lappland och ingår i Umeälvens huvudavrinningsområde.